# 持田早智
持田 早智（もちだ さち、1999年7月19日 - ）は、奈良県出身の元女子競泳選手。種目は自由形・バタフライ。日本大学法学部出身。身長165cm。

## 経歴
水泳は6歳の時に始めた。小学校3年の時に千葉県へ引っ越すと、自宅に近いルネサンス幕張の所属となった。打瀬中学2年の時に全国中学校水泳競技大会とジュニアオリンピック夏季大会の50mと100m自由形でそれぞれ2冠を果たした。3年の時には全国中学校水泳競技大会の100mと200m自由形をそれぞれ55秒63と1分59秒90の中学新記録で2年連続2冠を達成した。さらに国体の100m自由形では55秒54の中学新記録で優勝すると、50m自由形、400mフリーリレー、400mメドレーリレーでも優勝を成し遂げた。なお、持田の最大の特徴は、同世代の男子選手にも引けを取らないくらい強いキックにあるとも言われている。1日に6キロほど泳ぐという。西崎勇コーチは持田のことについて、「とにかく頑張れる子。負けず嫌い。性格もサバサバしていて自分の意見をはっきり言う。そこは長所なので型にはめないようにしてやりたいですね」と語っている。また、持田より1歳年下で同じ系列クラブのルネサンス亀戸に所属する池江璃花子とはライバルとして様々な大会で切磋琢磨してきた。池江は持田について、｢私たち、水の中ではライバルですけれど、陸では仲のいい友だちなんです。｣、｢早智さんは、練習からすごく強いです。レースでも決めるところは必ず決める。すごいなと思います。でも、スプリントでは負けない自信があります。｣と語っている。
千葉商科大学付属高へ進学すると、1年の時には日本選手権の200m自由形で2位となり、世界選手権代表に選ばれた。世界選手権では200m自由形で1分59秒35の20位で予選落ちしたものの、池江らとともに出場した800メートルフリーリレーでは7位となり、2016年リオデジャネイロオリンピックの出場権を獲得した。インターハイでは100mと200m自由形で2冠を達成した。2年の時には日本選手権の200m自由形で3位に入り、この種目で優勝した淑徳巣鴨高校1年の池江らとともに800メートルフリーリレーのリオデジャネイロオリンピック代表に選出された。持田はこの際に、「（池江と）2人で五輪に出ることが夢だったので、うれしいです」と語った。8月のリオデジャネイロオリンピックでは800mリレーで8位となった。その直後に出場したインターハイでは200m自由形で2連覇を果たした。

## 主な戦績
- 2012年 - ジュニアオリンピック春季大会　50m自由形　2位
- 2013年 - 全国中学校水泳競技大会　50m自由形　優勝　100m自由形　優勝
- 2013年 - ジュニアオリンピック夏季大会　50m自由形　優勝　100m自由形　優勝　200m自由形　3位
- 2014年 - ジュニアオリンピック春季大会　100m自由形　3位　100m自由形　2位
- 2014年 - 日本選手権　200m自由形　5位
- 2014年 - 全国中学校水泳競技大会　100m自由形　優勝　200m自由形　優勝
- 2014年 - ジュニアパンパシフィック選手権　100m自由形　7位　200m自由形　5位
- 2014年 - 国体　50m自由形　優勝　100m自由形　優勝　400mメドレーリレー　優勝　フリーリレー　優勝
- 2015年 - 日本選手権　200m自由形　2位
- 2015年 - 世界選手権 800mフリーリレー 7位
- 2015年 - インターハイ　100m自由形　優勝　200m自由形　優勝
- 2015年 - 国体　100m自由形　2位
- 2016年 - 日本選手権　200m自由形　3位
- 2016年 - リオデジャネイロオリンピック　800mリレー　8位
- 2016年 - インターハイ　200m自由形　優勝